# Chimioluminiscență

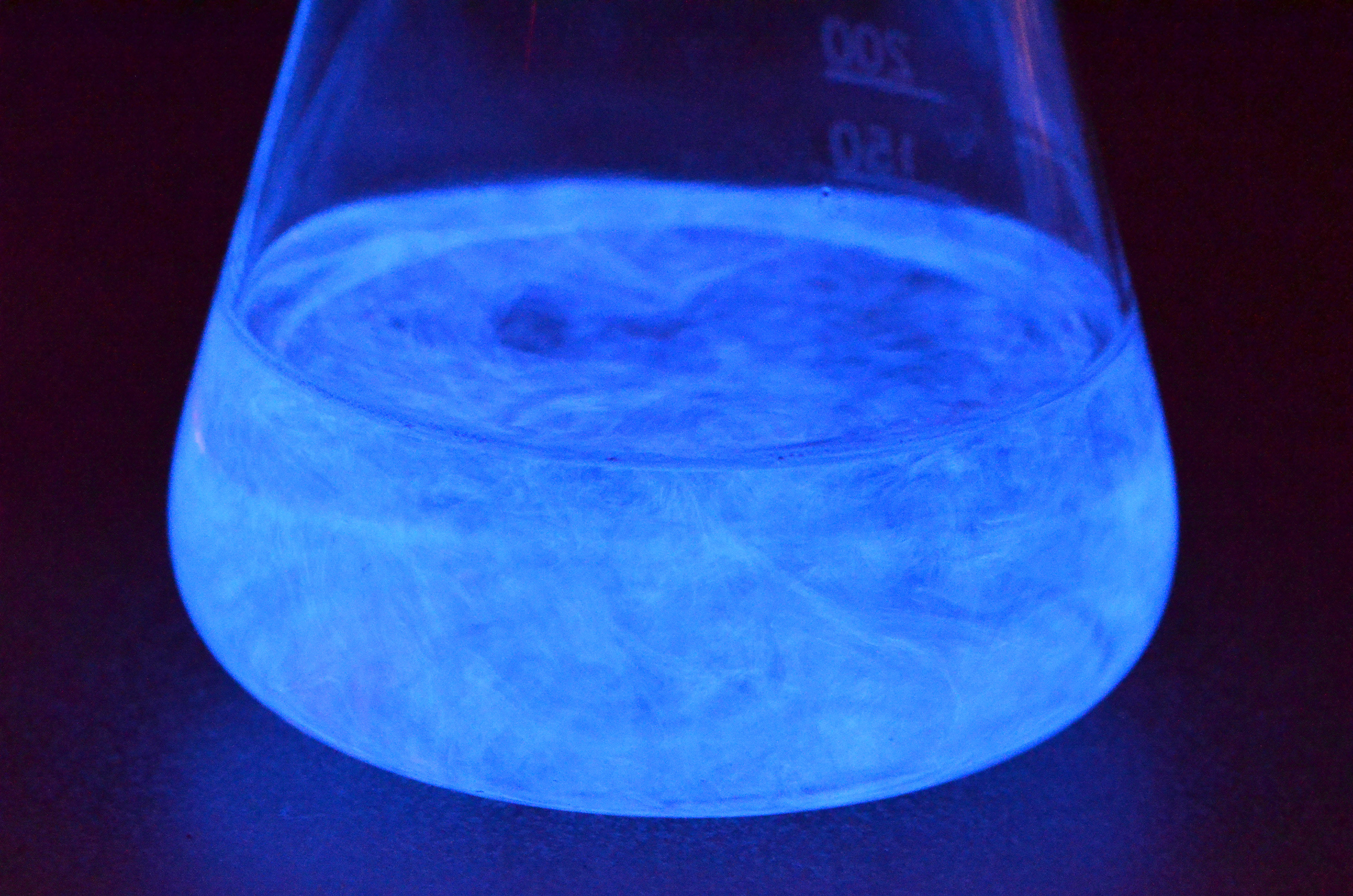
Chimioluminiscență în urma reacției dintre peroxid de hidrogen și luminol;

Chimioluminiscența este fenomenul de emitere a unor radiații (unde) electromagnetice în domeniul spectral al undelor luminoase, ce poate să apară ca rezultat ar unor reacții chimice. Aceste radiații nu au origine termică. Un exemplu de chimioluminiscență este lumina (slabă) ce se produce prin oxidarea fosforului alb (mai reactiv decât alte feluri), sau în timpul reacției chimice dintre luciferină și luciferază (o enzimă catalizatoare). Bioluminiscența este un caz aparte (special) de chimioluminiscență în cadrul sistemelor biologice.